# Церква Пресвятої Трійці (Бересток)
Церква Пресвятої Трійці в Берестку — парафія і храм греко-католицької громади Товстенського деканату Бучацької єпархії Української греко-католицької церкви в селі Бересток Чортківського району Тернопільської области.

## Історія церкви
Село вперше згадується у 1806 році. На той час власного храму в ньому не було, і греко-католицькі парафіяни відвідували церкви в сусідніх селах, таких як Торське та Гиньківці.
До 1946 року парафії сусідніх сіл були греко-католицькими, а з 1946 по 1990 рік перебували під юрисдикцією РПЦ.
У 1990 році в селі була утворена греко-католицька парафія.
У 1992 році, завдяки пожертвам та зусиллям парафіян, були збудовані храм і дзвіниця.
При парафії з 1990 року діє братство «Апостольство молитви». На території села також є парафіяльні хрести.

## Парохи
- о. Володимир Чорноокий (1990—1992),
- о. Олег Тройський (1992—2001),
- о. Петро Заліпа (з 2001).